# غدير راعية الجمال (مسرحية)
غدير راعية الجمال, مسرحية أطفال هادفة من بطولة هدى حسين. مسرحية أطفال تحكي عن الماضي والبر والصحراء وحب الناس والتمسك بينهما.وقامت المسرحية في طيلة أيام عيد الفطر في الكويت. اما في عيد الأضحى فكانت في الإمارات وتحديداً في الشارقة.

## طاقم العمل
- هدى حسين
- خالد أمين
- أوس الشطي
- أسامة الشطي
- محمد العلوي
- شوق الهادي
- عبد الله الشامي
- أحمد البارود
- يوسف الوادي
- ناصح الفضلي